# Honeychurch
Honeychurch är en by i civil parish Sampford Courtenay, i distriktet West Devon, i grevskapet Devon i England. Byn är belägen 9 km från Okehampton. Honeychurch var en civil parish fram till 1894 när blev den en del av Sampford Courtenay. Civil parish hade 35 invånare år 1891. Byn nämndes i Domedagsboken (Domesday Book) år 1086, och kallades då Honecherde/Honechercha.